# Signe diacrític
Un signe diacrític, diacrític, o signe d'accentuació, és un signe que s'afegeix a una lletra per a alterar la pronunciació d'una paraula, o per a distingir-la entre paraules similars. El mot deriva de la paraula grega διακρητικός (distingint).
Un signe diacrític s'afegeix sobre o sota la lletra, o en alguna altra posició fixada al seu voltant; tanmateix, no tots els signes són diacrítics, com per exemple els punts sobre les lletres i i j en català, sinó que es considera que formen part de la mateixa lletra. A més a més, un signe pot ser diacrític en una llengua i no ser-ho en una altra. Per exemple, en català, castellà o portuguès, u i ü es consideren la mateixa lletra, mentre que en estonià, hongarès, turc o àzeri es consideren dues lletres diferents.
La principal utilitat d'un signe diacrític és el canvi del valor fonètic d'una lletra, però el terme també s'utilitza en un sentit més general per a canviar el significat de la lletra o fins i tot el significat semàntic de la paraula. El català, per exemple, distingeix sòl (terra, part de davall d'un habitacle) i sol (astre), dona (del verb donar) i dona (persona del sexe femení), etcètera.

## Tipus de diacrítics
- Punt
  - ( ˙ ) punt superior (anunaasika)
  - (. ) punt inferior (anusvaara), usat en sànscrit
- ( ¸ ) trenc,[1] usat en català, castellà medieval (cedilla), francès (cédille), albanès o portuguès (cedilha) en combinació amb C. Usat en turc en combinació amb S, C.
- ( ˛ ) croc polonès (ogonek), usat en polonès, lituà, etc.
- ( ° ) Anell (kroužek) al contrari del que passa amb la llengua txeca, en les llengües escandinaves no es considera com a signe diacrític, sinó que forma part del caràcter; s'utilitza en diverses llengües europees, també per al signe d'Àngstrom.
- ( ˘ ) breu, en esperanto forma part del caràcter en combinació amb U. Usat en turc en combinació amb G.
- ( ˇ ) anticircumflex (caron, o hàtxec) ("háček", "petit croc" en txec). Anomenat en eslovac mäkčeň, i en eslovè strešica. Pot combinar-se amb C, D, L, N, R, S, T, Z.
- ( ^ ) circumflex, usat en francès, etc. En esperanto forma part del caràcter en combinació amb C, G, H, J, S. També es fa servir en eslovac quan s'utilitza conjuntament amb la lletra "o" (vokáň).
- ( ¯ ) màcron (macron).
- ( ¨ ) dièresi o trema, usat en català, castellà, francès, neerlandès, alemany, finès, hongarès, etc. En llengües com alemany, finès, o hongarès es considera que forma part del caràcter i es tracta com una lletra diferent (Ä, Ö, Ü).
- accents gràfics:
  - ( ´ ) accent agut, usat en català, castellà, francès, etc. Apreix en combinació amb la lletra C en polonès i croat.
  - ( ˝ ) accent agut doble, usat en hongarès
  - ( ` ) accent greu, usat en català, francès, italià, etc.
- (  ̔ ) dàsia
- (  ̔ ) psili
- croc (dấu hỏi), es fa servir a la llengua vietnamita.

A vegades els signes de puntuació i tipogràfics també poden ser diacrítics, però tenen uns altres usos, alguns dels quals són:
- ( | ) barra, s'escriu a sobre de la lletra
- (, ) coma, usat en romanès sota S, T. Aquestes combinacions es tracten com a lletres diferents.
- ( ~ ) titlla
- ( ҃ ) titlo, s'utilitza per a indicar una abreviatura en l'alfabet ciríl·lic primerenc
- ( ' ) apòstrof
- ( : ) dos punts, s'utilitza per a adjuntar incisos en llengua original de paraules estrangeres i abreviatures, o també per a casos gramaticals.
- ( - ) guionet - en català, els guionets es fan servir per a dividir una paraula en síl·labes ("Va-lèn-ci-a"), per a algunes paraules compostes (no-violència, nord-americà, gara-gara, etc.), en numerals (vint-i-tres) i per a separar verbs de pronoms febles (adonar-nos-en). En altres llengües també es fa servir per a resoldre ambigüitats en la pronunciació, com en l'anglès "repair" (arreglar) i "re-pair" (emparellar de nou).

### Diacrítics
- La ce trencada en ç, originalment una z petita escrita per sota de la c: en altre temps simbolitzava /ts/ en les llengües romàniques, però actualment representa a la c un so suau quan va abans d'una a, o i u; per exemple, en francès façade, en portuguès caçar i en català caçar. En albanès i turc, la ç canvia la qualitat del so c i es pronuncia com una tx. En llengua turca, la essa trencada ş canvia el so de s pel so sh, i no s'ha de confondre amb la ş amb una coma a sota que existeix al romanès.
- El háček o anticircumflex en č, š, ž: usat en llengües bàltiques i eslaves per a marcar la versió postalveolar del fonema base. S'usa també en txec sobre ř i ě.
- L'accent (~) en portuguès ã i õ, estonià õ. En portuguès, era originalment una petita n escrita a sobre de la lletra; havia marcat l'elisió d'una antiga n i ara marca la nasalització de la lletra base. En estonià, õ es considera una lletra de l'alfabet per separat. En espanyol, ñ es considera una lletra diferent i té el valor del so de /ɲ/.
- L'accent agut en á, é, í, ó, ú, en francès, irlandès, italià, portuguès, castellà, català i altres llengües. Addicionalment, i també es fa servir en feroès (però no é), islandès, txec i eslovac. En hongarès, txec i eslovac, á, é, í, ó, ú, no s'usen com a accent, sinó que representen vocals llargues que s'oposen a les a, e, i, o, u curtes. En polonès, es fa servir en ć ń ś ź que representen lletres independents: ć és [tɕ] (una variant de la ch, que en polonès s'escriu cz); ń és idèntica a la ny catalana; ś és [ɕ] (una variant de la sh anglesa, que en polonès s'escriu sz); i ź és [ʑ], que és una variant de la j francesa (que en polonès s'escriu ż). En basc, es feia servir antigament la lletra ŕ per a substituir gràficament la doble r (normalment només d'aplicació per a majúscules), observada en cartells i toponímia antiga.
- L'accent greu en à, è, ì, ò, ù, en francès (menys la ì i la ò), italià, portuguès, català (menys la ì i la ù) i altres llengües.
- L'accent circumflex en les vocals â, ê, î, ô, û, en francès, portuguès, romanès (funcionen com a lletres totalment diferents i tenen el seu lloc en l'alfabet), i en altres llengües; en les semivocals ŵ i en gal·lès i en les consonants ĉ ĝ ĥ ĵ ŝ en esperanto.
- L'umlaut en ä, ö, ü, en alemany i altres llengües, ë en albanès i en ladí, que li canvia la qualitat (so) de la vocal. En alemany, aquesta marca s'escrivia, antigament, amb una petita i per sobre de la vocal afectada. L'ortografia alemanya moderna accepta ae, oe, i ue com a variants quan l'umlaut és inviable.
- La dièresi (que és una marca idèntica a l'umlaut) en ä, ë, ï, ö, ü, en diverses llengües, indica que la vocal es pronuncia per separat de la lletra que la precedeix, quan aquesta no hi forma diftong. En castellà, la ü després de g, abans de e o i marca que no és muda i s'oposa a "gueix gui", per exemple ahogar - desguace. En català, també es fa servir la dièresi (a part en la u amb la mateixa funció que en castellà) també es fa servir en la i. En aquest cas, es fa servir per trencar un diftong i s'hi posaria accent, però si no compleix les normes adequades d'accentuació, es posa dièresi.
- El punt per sobre en ċ ġ ż en maltès, ż en polonès i en lituà, denota lenició.
- El punt per sota de ạ ẹ ị ọ ụ en vietnamita.
- L'ogonek en ą ę į ų, en polonès i lituà.
- El màcron en ā ē ī ō ū, en letó, maori, hawaià, samogitià (dialecte del lituà), rōmaji (japonès romanitzat) i llatí (quan s'indica durada de la vocal).
- El doble accent agut en ő ű en hongarès, representa versions llargues de les vocals amb umlaut ö i ü.
- El breu en ă en romanès, ğ en turc, i en ŭ en esperanto i en l'alfabet łacinka del belarús.
- La coma per sota, utilitzada com a ș ț en romanès (sovint presentada com un diacrític en fonts tipogràfiques). També es fa servir per a ķ ļ ņ ŗ en letó. En l'alfabet fonètic internacional també s'usa.
- La i sense punt (un "diacrític negatiu") ı es fa servir en turc.
- El ganxo com a ả ẻ ỉ ỏ ủ en vietnamita.
- La barra com en đ, en vietnamita i croat i la versió amb l'alfabet llatí en llengua sèrbia. Utilitzada també en t del sami septentrional.
- El punt volat, emprat en català (l·l) i en occità (n·h), que distingeix lletres que s'han de pronunciar per separat dels dígrafs ll i nh.

Hi ha més signes diacrítics i altres usos dels que s'han descrit aquí, que es poden observar en altres alfabets derivats del llatí.

### Lletres especials i amb diacrítics dels alfabets derivats
- Diacrítics - ' ` ^ ˆ ˇ ˉ ˘ ˙ ˚ ˛ ˜ ˝ ̃ ̉
- Alemany - äöü ß - ÄÖÜ
- Albanès - ç ë - Ç Ë
- Aragonès
  - grafia SLA - áéíóú ü ç - ÁÉÍÓÚ Ü Ç
  - grafia d'Osca - áéíóú ü ñ - ÁÉÍÓÚ Ü Ñ
- Asturià - áéíóú ü ñ ḷḷ ḥ - ÁÉÍÓÚ Ü Ñ Ḷḷ Ḥ
- Basc - ŕ Ŕ. Actualment, aquesta lletra està totalment en desús, i en el seu lloc es fa servir el dígraf rr.
- Català - àèò ïü éíóú ç l·l - ÀÈÒ ÏÜ ÉÍÓÚ Ç L·L
- Castellà - áéíóú ü ñ - ÁÉÍÓÚ Ü Ñ
- Croat - čšž đ - ČŠŽ Đ
- Danès - æ ø å - Æ Ø Å
- Eslovac - áéíóúýĺŕ ä ô čďľňšťž - ÁÉÍÓÚÝĹŔ Ä Ô ČĎĽŇŠŤŽ
- Esperanto - ĉĝĥĵŝ ŭ - ĈĜĤĴŜ Ŭ
- Estonià - äöü õ - ÄÖÜ Õ
- Finès - äö - ÄÖ
- Francès - é àèù âêîôû ëï ç œ - É ÀÈÙ ÂÊÎÔÛ ËÏ Ç Œ
- Gaèlic escocès - àèìòù - ÀÈÌÒÙ
- Gaèlic irlandès - áéíóú - ÁÉÍÓÚ
- Gallec - áéíóú ïü ñ - ÁÉÍÓÚ ÏÜ Ñ
- Hongarès - áéíóú öü őű - ÁÉÍÓÚ ÖÜ ŐŰ
- Islandès - áéíóú ð þ æ ö - ÁÉÍÓÚÝ Ð Þ Æ Ö
- Italià - àèìòù - ÀÈÌÒÙ
- Letó - āīū ž - ĀĪŪ Ž
- Lituà - ąų ė šž - ĄŲ Ė ŠŽ
- Maltès - ċġż ħ - ĊĠŻ Ħ
- Neerlandès - éó ë ĳ - ÉÓ Ë Ĳ
- Noruec - æ ø å - Æ Ø Å
- Occità - àèò ïü áéíóú ç n·h s·h - ÀÈÒ ÏÜ ÁÉÍÓÚ Ç N·H S·H
- Pīnyīn (xinès romanitzat) - áàāǎ éèēě íìīǐ óòōǒ úùūǔ üǘǜǖǚ - ÁÀĀĂ ÉÈĒĔ ÍÌĪĬ ÓÒŌŎ ÚÙŪŬ ÜǗǛǕǙ
- Polonès - ąę ćńóśź ł ż - ĄĘ ĆŃÓŚŹ Ł Ż
- Portuguès - áéíóú âêô ãõ à ü ç - ÁÉÍÓÚ ÂÊÔ ÃÕ À Ü Ç
- Romanès - â ă î şţ - Â Ă Î ŞŢ
- Suec - äö å - ÄÖ Å
- Turc - öü ı çş ğ - ÖÜ İ ÇŞ Ğ
- Txec - áéíóúý ů čďřšťž - ÁÉÍÓÚÝ Ů ČĎŘŠŤŽ
- Vietnamita - aáàảãạ ăắằẳẵặ âấầẩẫậ eéèẻẽẹ êếềểễệ iíìỉĩị oóòỏõọ ôốồổỗộ ơớờởỡợ uúùủũụ ưứừửữự yýỳỷỹỵ đ - AÁÀẢÃẠ ÂẤẦẨẪẬ ĂẮẰẲẴẶ EÉÈẺẼẸ ÊẾỂỂỄỆ IÍÌỈĨỊ OÓÒỎÕỌ ÔỐỒỔỖỘ ƠỚỜỞỠỢ UÚÙỦŨỤ ƯỨỪỬỮỰ YÝỲỶỸỴ Ð

## Els accents diacrítics en català
En català escrit es va establir la primera ordenació sistemàtica de l'accentuació de les paraules amb la reforma de Pompeu Fabra. Durant gairebé cent anys es va consolidar aquest ús, però també va tenir canvis. La primera llista de paraules amb diacrítics feta per Pompeu Fabra es va fer el 1913 i tenia 23 mots. Més d'un segle després els accents diacrítics superaven el centenar i els acadèmics de la llengua van considerar que calia revisar-los. L'Institut d'Estudis Catalans (IEC) va anunciar, l'octubre del 2016, la reducció dels accents diacrítics. La reforma de la normativa va implicar passar de 150 accents diacrítics a 15 i va eliminar-ne alguns de molt utilitzats com dona, neta, adeu i os. El juny del 2021 es va acabar la pròrroga que l'IEC va donar als mitjans de comunicació, l'administració pública i els centres educatius per adaptar-se al canvi. A partir d'aquell moment qualsevol institució o entitat amb vocació de servei públic va haver d'aplicar la modificació.

## Ordre alfabètic
Cada llengua té les seves regles d'ordenació alfabètica per als caràcters amb signes diacrítics. En català se solen aplicar els criteris de l'Institut d'Estudis Catalans (circular de 1989). Les paraules s'ordenen primer tenint en compte només les lletres base, és a dir, ignorant les marques diacrítiques com els accents, les dièresis, la diferència ce - ce trencada (c-ç), o els punts volats de les eles geminades (l·l). Només en el cas que les lletres base siguin iguals llavors es consideren els diacrítics per a l'ordenació: per a una mateixa lletra, s'ordena primer la variant sense diacrític, i després la que porta la marca diacrítica. Per a les lletres que poden rebre diferents diacrítics, l'ordre és el següent:
1. accent agut,
2. accent greu,
3. dièresi,
4. d'altres.

En són alguns exemples: 
- mes < més
- peca < peça < peces
- cella < cel·la < cel·les

En francès, les lletres amb signes diacrítics es tracten igual que les lletres sense signes afegits per a propòsits d'ordenació i diccionaris. Passa el mateix amb l'alemany, i en els casos en què dues paraules difereixen únicament per una dièresi, la paraula que no en porta es posa en primer lloc als diccionaris alemanys (per exemple, primer "schon" i després "schön", o "fallen" abans de "fällen"). No obstant això, quan es tracta de noms propis (com ara un directori telefònic o un catàleg d'autors en una llibreria), les lletres vocals amb dièresi sovint es tracten com una combinació de la vocal afegint e com a sufix, mentre que en els directoris telefònics d'Àustria es consideren les vocals amb dièresis com lletres diferents (immediatament després de la lletra simple corresponent).
D'altra banda, a les llengües escandinaves es tracten els caràcters diacrítics ä, ö i å com a lletres noves i diferents dels seus alfabets, i s'ordenen després de la lletra z. Sovint s'ordena ä com la lletra æ i ö s'ordena com la lletra ø.
Altres llengües tracten les lletres amb signes diacrítics com a variants de la lletra simple, però les ordenen alfabèticament després de la lletra sense signes. En castellà la lletra ñ (ena amb titlla) es considera com una lletra diferent de n, i s'ordena entre n i o, però els accents oberts i les dièresis de les vocals s'ignoren en la seua ordenació.
Vegeu també: Alfabet, Alfabet llatí

## Representació a la informàtica
Segons el model de teclat, diferent en cada país, és més o menys fàcil escriure lletres amb signes diacrítics als ordinadors i a les màquines d'escriure. Alguns hi tenen la seua pròpia tecla, alguns altres es configuren polsant primer la tecla que porta el signe diacrític seguidament de la lletra a la qual s'afegeix el signe. A vegades, aquest tipus de tecla s'anomena tecla morta, ja que no produeix cap caràcter per si mateix, però modifica el caràcter d'una altra tecla que siga polsada després.
En ordinadors que fan servir els sistemes operatius Microsoft Windows, es pot inscriure cada caràcter de la pàgina de codis corresponent, per exemple windows-1252, mantenint polsada la tecla Alt i alhora teclejant la seua posició decimal amb les tecles numèriques. Per exemple, Alt+0210 dona com a resultat el caràcter Ò. A més a més, amb Windows XP, és possible d'escriure qualsevol caràcter Unicode pressionant Alt i, alhora, el signe més (+) i els dígits del nombre hexadecimal Unicode l'un rere l'altre. Per exemple, Alt amb +, D i 2 és U+00D2, això és, Ò.
Utilitzant el programa Microsoft Keyboard Layout Creator (MSKLC), es pot editar o crear qualsevol model de teclat sobre Windows 2000, Windows XP o Windows Server 2003.
En ordinadors d'Apple Macintosh, hi ha dreceres del teclat per als diacrítics més comuns:
- option-e seguit d'una vocal: afegeix un accent agut.
- option-u seguit d'una vocal: afegeix una dièresi.
- option-n seguit d'una vocal o "n": afegeix una titlla.
- option-` seguit d'una vocal: afegeix un accent greu.
- option-i seguit d'una vocal: afegeix un accent circumflex.
- option-c: afegeix la ce trencada (ç).

A les aplicacions GNOME (un escriptori per a sistemes Unix) es poden escriure caràcters Unicode mantenint polsada la tecla Control i Majúscules i escrivint alhora el codi de posició hexadecimal. Després de deixar lliures les tecles Control i Majúscules, els dígits es converteixen en el caràcter desitjat. Per exemple, Control-Majs + 1E3 genera el caràcter ǣ.
Amb Unicode també és possible de combinar diferents signes diacrítics amb la majoria dels caràcters.